# Nahverkehr in Bielefeld
Der Nahverkehr in Bielefeld besteht aus einem gut ausgebauten Schienennetz mit Regional- und Stadtbahnen sowie Buslinien. Der Regionalverkehr ins Umland erfolgt weitgehend durch die Eisenbahn, umliegende Orte ohne Bahnanschluss sind mit Bussen erreichbar. Im Stadtgebiet gibt es elf Bahnhaltepunkte, die örtliche Schieneninfrastruktur ist damit gegenüber vielen vergleichbaren Städten hervorragend.
Betreiber des öffentlichen Personennahverkehrs ist die Stadtwerke-Tochter moBiel, die den Stadtverkehr sowie einige Regiolinien betreibt. Die restlichen Regionallinien werden von Go.on und Transdev betrieben. Die BVO ist seit dem 31. Juli 2021 nicht mehr in Bielefeld anzutreffen.

## Geschichte

### Eisenbahn
Bielefeld erhielt 1847 durch die Köln-Mindener Eisenbahn einen ersten Bahnanschluss. Die Nebenbahn in das damalige Fürstentum Lippe (Bahnstrecke Bielefeld–Hameln) entstand 1903. Bereits 1886 fuhr die Nebenbahn nach Osnabrück („Haller Willem“), 1901/02 kam die Sennebahn hinzu. Diese beiden Strecken zweigen im früher selbstständigen Brackwede von der Hauptbahn ab. Seit April 1901 verkehrten die Bielefelder Kreisbahnen in den ehemaligen Landkreis Bielefeld und bedienten dabei die damals noch nicht zum Stadtgebiet gehörenden Orte Theesen, Jöllenbeck, Babenhausen und Dornberg. Auch nach Heepen führte eine Strecke der Dampfkleinbahn, sie wurde wegen geringer Nachfrage allerdings nur wenige Jahre genutzt. Der Personenverkehr der Kreisbahnen wurde 1954 eingestellt.
Durch die Erweiterungen des Stadtgebietes bis zur heutigen Großstadt (besonders 1973: Bielefeld-Gesetz) bekamen die Bahnstrecken Verkehrsaufgaben im innerstädtischen Nahverkehr. Steigende Bedeutung erhielt die Bahn jedoch erst durch den Einbezug in Verkehrsgemeinschaften, die Einführung von Taktverkehr und Modernisierungen.
Eisenbahnstrecken im Raum Bielefeld wurden zunächst im Kreis Lippe in Verbünde einbezogen. Die dort entstandene Verkehrsgemeinschaft Lippe (VGL, Gründung 1987) ergab auch für Bielefeld die Möglichkeit, Züge zum Stadttarif zu nutzen, weil die VGL-Bahnlinie Bielefeld – Lemgo neben dem Hauptbahnhof die Haltepunkte Bielefeld Ost und Ubbedissen bedient. Erst viele Jahre später erlaubte der VVOWL allgemein die Nutzung der regionalen Eisenbahn zum Stadttarif.
Durch besseren Service und Betreiberwechsel erhielt der Schienennahverkehr nach langer Zeit des Niedergangs wieder größere Bedeutung. Die Einstellung der Sennebahn und des „Haller Willem“ sowie die Stilllegung der Haltepunkte Sennestadt, Windelsbleiche und Brackwede Süd konnte verhindert werden. Auf den Nebenbahnen wurde der Betrieb an Sonntagen wieder eingeführt. Als neue Haltestelle wurde Quelle-Kupferheide gebaut, der Haltepunkt Oldentrup wurde reaktiviert.
Seit dem 10. Juni 2005 wird die Bahnstrecke Osnabrück–Brackwede nach 21 Jahren Stilllegung wieder in ganzer Länge befahren. Dadurch gibt es zwei Streckenverbindungen und etwa zwei Zugpaare pro Stunde (alternativ über Bünde-Herford oder Oesede-Halle) zwischen den nur fünfzig Kilometer voneinander entfernten Großstädten Bielefeld und Osnabrück, wobei erstgenannter Weg jedoch etwa 15 Minuten schneller ist.

### Straßenbahn

#### Von 1900 bis zum Zweiten Weltkrieg
Die Bielefelder Straßenbahn nahm am 20. Dezember 1900 ihren Betrieb auf. Die erste Strecke der Linie 1 führte vom Schildescher Rettungshaus (dem heutigen Krankenhaus Johannesstift) nach Brackwede-Dorf. Jede halbe Stunde wurde eine Fahrt angeboten. Das Reststück bis Schildesche wurde im Mai 1901 eröffnet. Auf der etwa 7 km langen Strecke verkehrten bald 12 Triebwagen und 8 Beiwagen im 7½-Minuten-Takt. Bis 1927 führte die Strecke über den Alten Markt durch die Altstadt.
Aufgrund eines profitablen Betriebes und reger Nutzung wurde bereits 1902 mit dem Bau der zweiten Strecke begonnen. Diese wurde am 28. August 1902 eröffnet und führte vom Hauptbahnhof nach Sieker über eine Länge von etwa 5 km. Es folgte 1912 noch eine Verlängerung der Linie 1 von Brackwede zum Sennefriedhof. Der für 1914 geplante Bau einer dritten Strecke wurde durch den Ausbruch des Ersten Weltkrieges verhindert. Erst 1928 wurde sie von der Oststraße bis zur Haltestelle Lange Straße in Betrieb genommen. Die Strecke Hauptbahnhof–Walkenweg vervollständigte die Planungen des Netzes.
Eine auch im Zusammenhang mit dem Bau der Oetkerhalle geplante Strecke durch die heutige Stapenhorststraße konnte wegen der Wirtschaftskrise Ende der 1920er Jahre nicht mehr ausgeführt werden. In Teilen der Straße wurden jedoch Schienen verlegt, die aber nie in Betrieb genommen wurden. Anstelle dieser Straßenbahn entstand später eine O-Bus-Linie.

#### Zerstörungen, Wiederaufbau, Modernisierungen
Der Straßenbahnbetrieb musste am 31. März 1945 nach schweren Bombenangriffen vorübergehend eingestellt werden. Die Beseitigung der Kriegsschäden dauerte bis in das Jahr 1950 hinein, wobei der Betrieb auch während des Wiederaufbaus auf allen Linien im eingeschränkten Rahmen weitergeführt wurde.

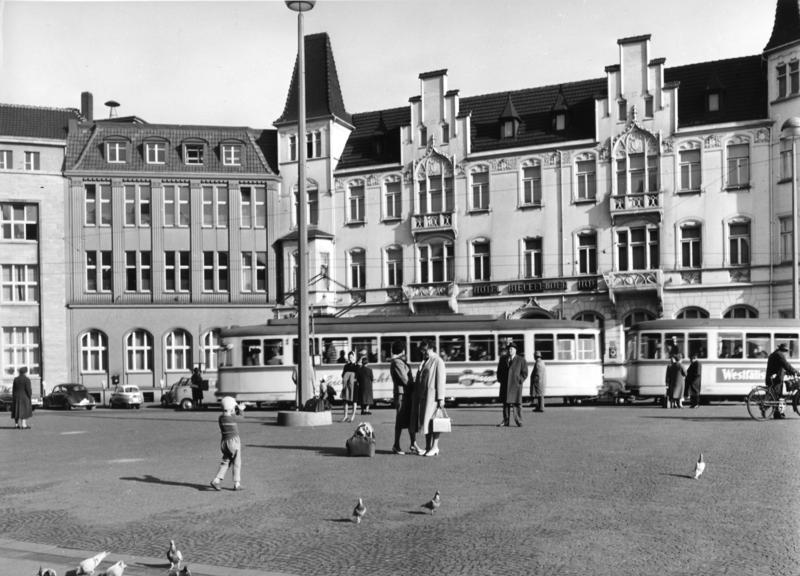
Duewag-Großraumwagen am Hauptbahnhof vor dem Hotel Bielefelder Hof (1961)

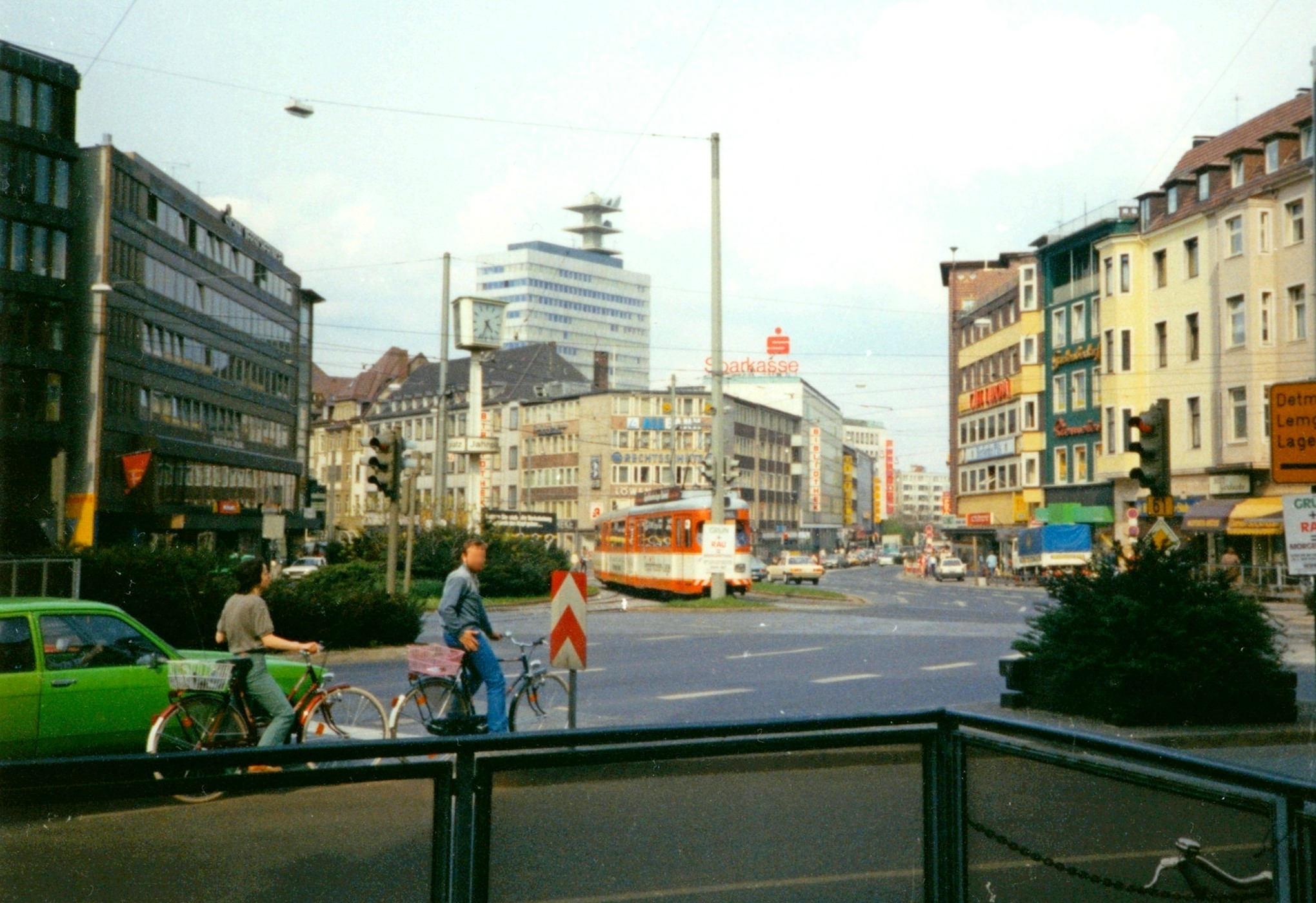
Jahnplatz mit GT8-Einrichtungswagen (August 1985)

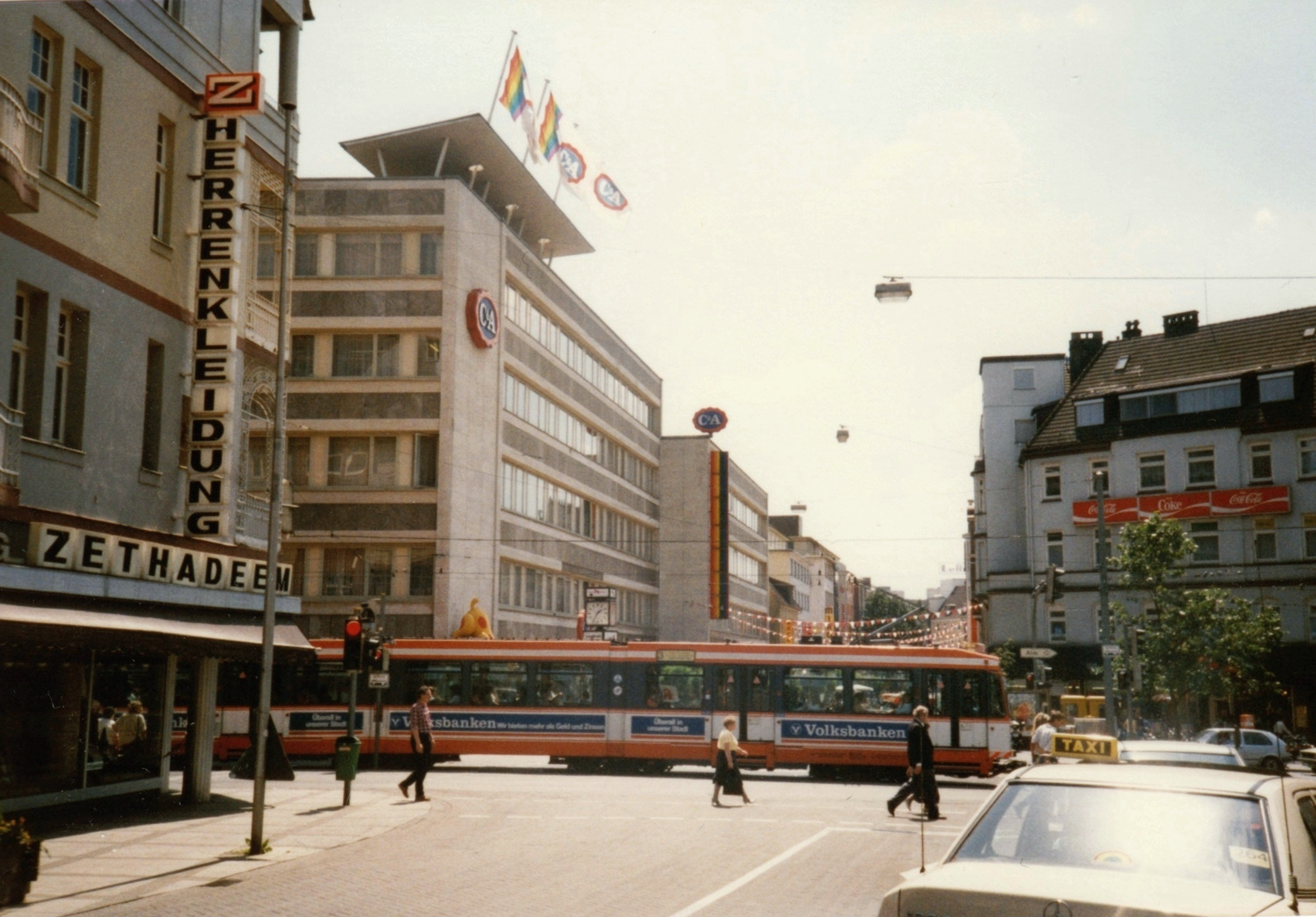
M8C-Stadtbahnwagen in der Feilenstraße Ecke Bahnhofstraße vor Inbetriebnahme des Tunnels (August 1989)

Nach der Beseitigung aller Kriegsschäden begann man, das Streckennetz um- und auszubauen. Ab 1955 wurde das Netz im Innenstadtbereich neu geordnet und die Bahn (Linie 2 und 3) aus der Bahnhofstraße herausgenommen. Der Jahnplatz, zentraler Knoten der Straßenbahn und aller Stadtbuslinien, wurde umgestaltet. Am Berliner Platz, dem heutigen Willy-Brandt-Platz, entstand auf dem neuen Linienweg der Straßenbahnlinie 3 über Friedrich-Ebert-Straße–Herforder Straße (bisher Kesselbrink–Wilhelmstraße–Jahnplatz–Bahnhofstraße) ein zentraler Umsteigepunkt für die drei Linien. 1957 erfolgte die Verlängerung Lange Straße–Voltmannstraße (damals Linie 2), 1965 und 1969 kamen die Verlängerungen Oststraße–Sieker Mitte (Linie 3) und Karolinenstraße (Schüco)–Baumheide der Linie 2 (damals Linie 3) hinzu.
Im Zusammenhang mit dem Ausbau der Kreuzstraße entstand 1962 eine eigene zweigleisige Trasse zwischen Landgericht und Adenauerplatz unter anderem für Überführungsfahrten zum in Sieker neu entstehenden Betriebshof (Baubeginn 1962). Seit April 1968 verkehrt die Straßenbahn in Schildesche auf der ehemaligen Trasse der Bielefelder Kreisbahnen bis zur Haltestelle An der Reegt, der Ortskern in Schildesche wird nicht mehr bedient. Damit entstand auch ein neuer Umsteigeknoten für den Busverkehr, die Regionalbuslinien bedienten zu dieser Zeit allerdings noch den Busbahnhof am Kesselbrink im Stadtzentrum.

#### Fahrzeuge
Bis Mitte der 1950er Jahre waren die Bielefelder Straßenbahnwagen grundsätzlich zweiachsige Zweirichtungswagen. Viele Wagen hatten noch Dachaufbauten mit Oberlichtern, wie in den 1920er Jahren üblich. Die neueren Zweiachser waren Verbandswagen. Einige Beiwagen waren Kriegsstraßenbahnwagen. Je nach Tageszeit und Linie fuhren Züge mit einem oder zwei Beiwagen.
Die ersten beiden Gelenkwagen der Stadtwerke Bielefeld waren Einzelstücke, Vierachser aus zwei zweiachsigen Segmenten und schwebendem Mittelteil. Das äußerliche Gestaltung entsprach den Verbandswagen, jedoch hatten sie schon Fahrgastfluss von hinten nach vorn und elektrische betriebene Türen. Die nur auf die Achsen des vorderen Wagenteils wirkenden Motoren waren so schwach, dass diese Gelenkwagen selbst ohne Beiwagen Schwierigkeiten hatten, im Berufsverkehr an der Haltestelle Apfelstraße stadteinwärts anzufahren.
Ab 1956 wurden sechsachsige Duewag-Gelenkwagen (GT6) beschafft, außerdem einige vierachsige Großraumtriebwagen und passende Beiwagen desselben Herstellers. Da die neuen Wagen allesamt Einrichtungswagen waren, konnten sie zunächst nur auf der Linie 1 eingesetzt werden, die östlich der Haltestelle Sennefriedhof die Sennewendeschleife hatte und in Schildesche ein in die Gassen des Dorfkerns geflochtenes Wendedreieck. Die beiden anderen Linien endeten damals noch an mindestens einem Ende mit einem einfachen Ausweichgleis zum Umsetzen der Zweirichtungs-Triebwagen.
Ab 1960 wurden die modernen Vier- und Sechsachser auch auf der damaligen Linie 2 zwischen Sieker Endstation und Voltmannstraße eingesetzt, nachdem die Sieker Endstation ausgebaut worden war und die damals südlich der Einmündung der Voltmannstraße gelegene Endhaltestelle in Gellershagen zu einem Wendedreieck umgebaut worden war, dessen dritter Arm auf einem Damm in das Feuchtgebiet südlich der Jöllenbecker Straße ragte. In der ersten Hälfte der 1960er Jahre wurden die vierachsigen Triebwagen zu Beiwagen umgebaut. Erst mit den Verlängerungen von 1965 und 1969 erhielt auch die damalige Linie 3 Wendeschleifen an der Herforder Straße und der Oldentruper Straße. Danach verschwanden die letzten Vorkriegs-Straßenbahnwagen aus den Bielefelder Straßen.
Ab September 1964 wurden schaffnerlose Beiwagen eingesetzt, zunächst nur für Fahrgäste mit Zeitkarten, Entwerter in den Fahrzeugen folgten ab 1967. Einige Haltestellen erhielten mechanische Fahrkartenautomaten mit Drehkurbel (ähnlich den damals verwendeten Briefmarkenautomaten). Seit 1968 fahren alle Wagen ohne Schaffner.
In der zweiten Hälfte der 1960er Jahre wurden einige GT6 durch Einbau eines Mittelteils zum Typ GT8 erweitert. Dadurch konnten die letzten zweiachsigen Beiwagen ausgemustert werden.
Die letzten beiden als Betriebsreserve verbliebenen GT8 mit den Nummern 804 und 808 verkehrten noch bis kurz vor Aufnahme des Tunnelbetriebs im Jahr 1991 zeitweise auf der Linie 3.

#### Fahrpläne
In den 1960er und 1970er Jahren verkehrten alle Straßenbahnlinien werktags im 10-Minuten-Takt, der zu den Hauptverkehrszeiten durch Einsatzwagen zum 5-Minuten-Takt verdichtet wurde. Diese Einsatzwagenfahrten standen nicht im Fahrplan und trugen als Linienanzeige alle nur ein „E“. Bei der einfachen Struktur des Bielefelder Streckennetzes war aus der Zielanzeige zu erkennen, zu welcher Linie ein Einsatzwagen gehörte. Dennoch wurden Ende der 1970er Jahre die Linien 52, 53 und 54 (Vorgänger der Linien 12, 13, 14) für diese Einsatzfahrten eingeführt. Zu dieser Zeit waren die Liniennummern 4 bis 19 für Buslinien vergeben. 1979 erfolgte dann eine komplette Umstrukturierung der Liniennummern; Liniennummern 11 bis 19 wurden für Straßenbahnlinien vergeben, Buslinien erhielten erstmals 100er Nummern (aus Linie 16 wurde z. B. 116).
Aufgrund sinkender Fahrgastzahlen wurde der Fahrplantakt der Straßenbahn in den 1980er Jahren zum 12-Minuten-Takt ausgedünnt. Zu verkehrsschwachen Zeiten (AVZ) bestand nur noch ein 40-Minuten-Takt. In den Hauptverkehrszeiten verdichtete die Linie 11 (Kattenkamp–Jahnplatz–Brackwede, Kehre) den Takt der Linie 1 zu einem 6-Minuten-Takt.

#### Tunnelstrecken
In den 1960er Jahren fiel der Entschluss zum Bau einer Stadtbahn mit Unterfahrung der Innenstadt. Im September 1969 wurde mit dem Bau des ersten Tunnelabschnittes begonnen. Nach zwei Jahren Bauzeit erfolgte seine Inbetriebnahme am 21. September 1971. Er begann damals mit einer provisorischen Einfahrt an der Schildescher Straße und verlief auf einer Länge von etwa 250 m unter der Herforder Straße. Er beinhaltet die Haltestelle Beckhausstraße (Linie 2). Der Tunnel war der erste Abschnitt des heutigen Stadtbahnnetzes, anschließend kam es zu einem Baustopp für die weiteren geplanten Tunnelabschnitte bzw. den Stadtbahnbau. 1978 ging die Strecke Baumheide–Milse in Betrieb.
Der Umbau wurde Mitte der 1970er Jahre fortgesetzt. 1976 erfolgte die erste Lieferung von Stadtbahnfahrzeugen des Typs M8S, 1982 wurden die ersten Wagen vom Typ M8C mit elektronischer Chopper-Steuerung geliefert. Im März 1980 entstanden die ersten Hochbahnsteige an der neuen Wendeschleife Babenhausen Süd. 1982 und 1986 erfolgte die Zusammenführung der Strecken im Innenstadtbereich durch Verlegung der Linien 1 vom Oberntor- zum Niederwall und 3 vom Kesselbrink zum Rathaus über Nikolaus-Dürkopp-Straße. Bis September 1987 wurde der gesamte Fahrzeugpark durch 44 Stadtbahnzüge vom Typs M8C erneuert.
Am 28. April 1991 gingen die Tunnelabschnitte im Innenstadtbereich in Betrieb, dies war der Startpunkt der Stadtbahn Bielefeld. Alle bisherigen Straßenbahnfahrzeuge wurden verkauft, verschrottet oder zu Sonderfahrzeugen stadtbahntauglich umgebaut (u. a. „Partybahn SparrenExpress“).
Ein ehemaliger Bielefelder Straßenbahnwagen konnte nach längerem Einsatz in Innsbruck 2009 nach Bielefeld zurückgeholt werden und gehört heute zum Museumsbestand von moBiel.

### Busverkehr und Oberleitungsbus
Bielefelds erste Pferdeomnibuslinie wurde 1881 von der Stadt betrieben, aber mangels Rentabilität nach nur einem halben Jahr wieder eingestellt. Mehr Erfolg hatte ab 1886 ein privater Pferdebusbetrieb mit einer etwas kürzeren Strecke zwischen dem Bahnhof und Bethel und erweiterte bis 1892 sein Angebot um weitere Strecken. Ende der 1930er Jahre betrieben die städtischen Verkehrsbetriebe in Bielefeld und der ehemaligen Gemeinde Brackwede fünf Buslinien:
| Linie 5  | Melanchthonstraße – Jahnplatz – Ziegelstraße |
| Linie 6  | Martin-Luther-Platz – Ostbahnhof – Rathaus – Obernstraße – Oetkerhalle – Wellensiek (heute: Süd)                                                    |
| Linie 7  | Sieker – Hillegossen |
| Linie 8  | Sieker – Hillegossen – Ubbedissen – Oerlinghausen – Kreuzkrug – Kracks – Buschkamp – Sennefriedhof                                                  |
| Linie 10 | Jahnplatz – Obernstraße – Langenhagen (–Schildhof) – Lutterquelle – Kupferhammer – Brackwede Friedhof – Sennefriedhof – Buschkamp – Kracks – Dalbke |

Die Strecke nach Oerlinghausen war zunächst als Ausflugslinie gedacht, sie wurde aber bald regelmäßig bedient. Die Liniennummer 4 war für eine geplante Straßenbahnstrecke Wellensiek – Innenstadt – Heepen vorgesehen. Diese wurde jedoch später als Oberleitungsbus ausgeführt. Der Abschnitt von Wellensiek bis Rathaus konnte am 27. Mai 1944 eröffnet werden. 1947 folgte die Strecke nach Heepen und 1949 eine Verbindung von der Heeper Straße (Haltestelle Scherkamp) nach Sieker. Dort wurde Ende 1949 eine neue Wartungshalle in Betrieb genommen. 1950 war das gesamte O-Bus-Netz in Betrieb. Die Betriebseinstellung erfolgte in zwei Etappen. Im Juni 1964 wurden die Abschnitte Stapenhorststraße (Wendeschleife nördlich der Oetkerhalle)–Wellensiek und Scherkamp–Sieker stillgelegt, im November 1968 der Rest (Stapenhorststraße–Jahnplatz–Heepen).
In den 1960er Jahren (1964/66) verkehrten folgende Linien der städtischen Verkehrsbetriebe:
| Linie 4  | O-Bus | Jahnplatz – Carl-Severing-Schulen – Scherkamp – Radrennbahn – Heepen                                                                                       |
| Linie 14 | O-Bus | Wellensiek – Oetkerhalle – Jahnplatz – Scherkamp – Martin-Luther-Platz – Sieker                                                                            |
| Linie 5  | Bus   | Rottmannshof – Melanchthonstraße – Jahnplatz – Hakenort – Ziegelstraße / Bleichstraße                                                                      |
| Linie 6  | Bus   | Sieker – Hillegossen Autobahn |
| Linie 7  | Bus   | 7: Sieker – Hillegossen – Ubbedissen – Oerlinghausen 7a Sieker – Oerlinghausen über Wrachtrup – Gräfinghagen 7b Oerlinghausen Bahnhof (Asemissen) – Dalbke |
| Linie 9  | Bus   | Hohes Feld – Johannesstift – Pauluskirche – Johannistal – Quelle (Linie 19: Schildhof)                                                                     |
| Linie 10 | Bus   | Sennefriedhof – Buschkamp – Kracks – Sennestadt / Dalbke                                                                                                   |
| Linie 20 | Bus   | Sieker – Rütli |
| Linie 21 | Bus   | Sieker – Habichtshöhe – Brackwede Kirche |
| Linie 29 | Bus   | 29: Brackwede Bahnhof – Stadion – Brackwede Kirche – Südwestfeld 29a Brackwede Bahnhof – Brackwede Kirche über Sunderweg                                   |
| Linie 31 | Bus   | Horstheider Weg – Schildesche – Viadukt – Walkenweg |
| Linie 34 | Bus   | Walkenweg – Heepen – Oldentrup – Oststraße |

Am 6. Dezember 1956 nahm der Bethelbus in der damals zur Gemeinde Gadderbaum gehörenden Anstalt Bethel den Betrieb auf. Der „Halleluja-Express“ genannte Rundverkehr mit Kleinbussen wurde bis 1997 durch die Anstalt selbst betrieben und wurde dann zur Stadtteillinie. Die Übergabe an die Stadtwerke Bielefeld (heute moBiel), verbunden mit dem Einbezug in den normalen Stadttarif bzw. Verbundtarif und dem Einsatz von modernen barrierefreien Midibussen, brachte sofort einen Anstieg der Fahrgastzahlen. Angefangen hatte der Betrieb 1956 mit Kleinbussen von Mercedes-Benz O 319 D, die am Parkplatz Bethel-Eck ihre Runde begannen und abwechselnd über den Saronweg, Bethelweg oder den damaligen Friedhofsweg bis Neu Salem fuhren. Die Busse hatten 13 Sitzplätze, in den heutigen Midibussen können bis zu 70 Personen mitfahren, wenn auch heute nicht viel mehr Sitzplätze vorhanden sind. Seit dem 19. Mai 2008 verkehrt neben dem „BethelBus“ mit der Liniennummer 122 eine zweite Stadtbuslinie 121 durch die Ortschaft Bethel.
Die durch die Verwaltungsreform von 1973 zu Bielefeld gekommene ehemalige Stadt Brackwede wurde Ende der 1970er Jahre von den Buslinien 16 (Kirche–Kuhlbrocksiedlung–Quelle), 17 (Kirche–Sunderweg–Cheruskerstraße–Bahnhof) und 19 (Südwestfeld÷Kirche–Cheruskerstraße–Bahnhof) bedient.

### Regionaler Busverkehr

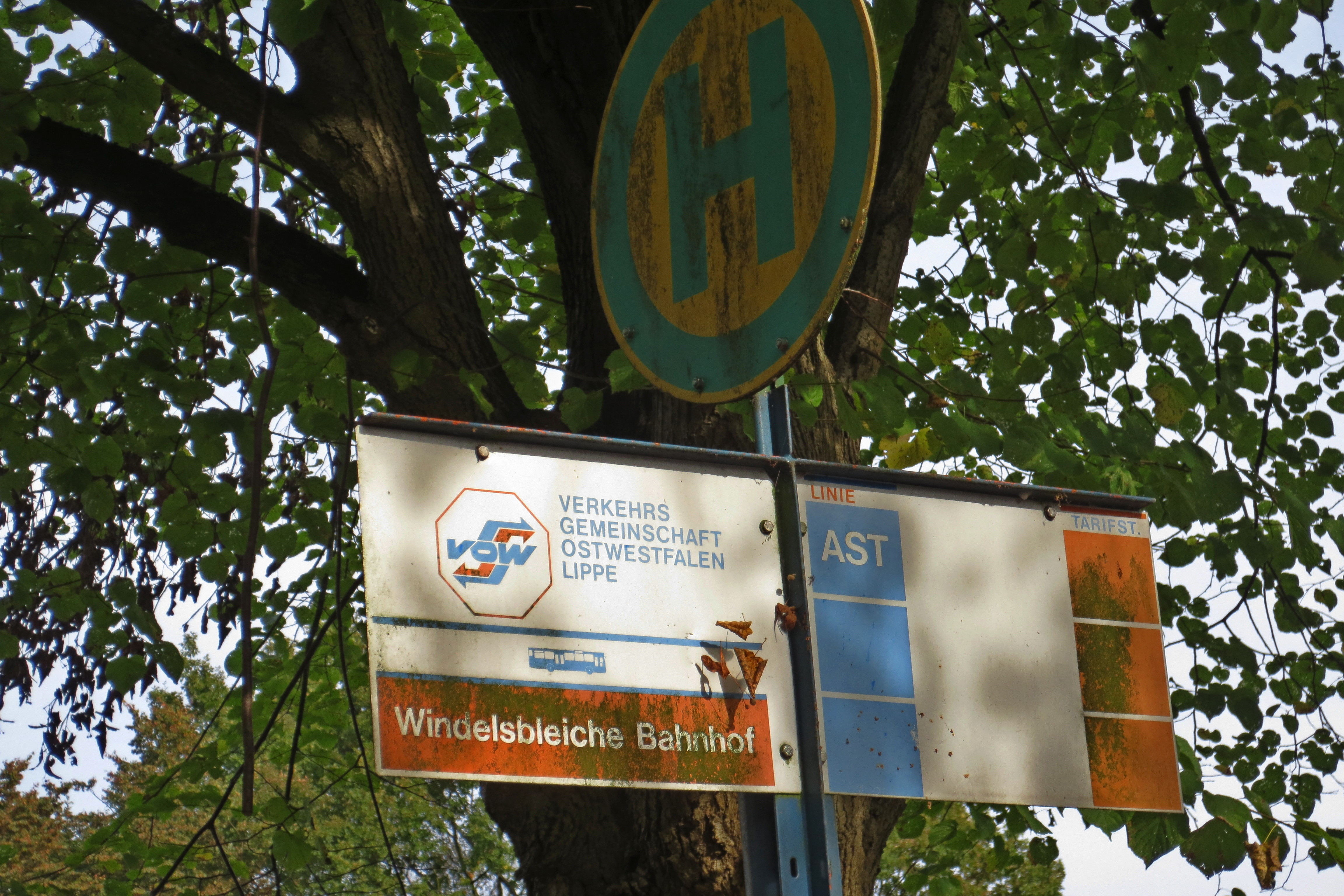
Historische Bushaltestelle aus den 1980er Jahren mit VOW-Logo

Für die Anbindung der angrenzenden und entfernteren Orte und Städte hatten früher Überlandbusse eine erheblich größere Bedeutung. Es bestand ein dichtes Busnetz mit durchgehenden Verbindungen bis nach Detmold, Paderborn, Bad Rothenfelde, Münster, Lippstadt, Osnabrück, Melle und Bünde. Als letzte echte Überlandlinie wurde am 1. Januar 2012 die Buslinie 80 nach Lippstadt über Verl und Rietberg eingestellt.
Das Busnetz der Stadtwerke Bielefeld umfasste ursprünglich das Stadtgebiet (Ausdehnung ab 1930) und die ehemals eigenständigen Gemeinden bzw. die spätere Stadt Brackwede und Heepen. Hinzu kam eine zunächst für den Ausflugsverkehr eingerichtete Halbringlinie bis zur Bergstadt Oerlinghausen. Im früheren Landkreis Bielefeld und zu den Nachbarkreisen fuhren überwiegend Postbusse. Privatunternehmer bedienten Steinhagen und Kirchdornberg (Pahlmeyer & Studier). Die Umlandlinien hatten ursprünglich nur wenige Haltestellen innerhalb des Stadtgebietes und die Benutzung für innerstädtische Fahrten war nicht zulässig. Auch nach der Kreisreform Mitte der 1970er Jahre (Bielefeld-Gesetz), also der Eingliederung des Landkreises in die Stadt, blieb die Busbedienung in den Außenbereichen in der Regie von Post bzw. Bahn. Die Buslinie nach Kirchdornberg wurde jedoch sehr schnell von den Stadtwerken übernommen.
Ab 1970 entstand in vielen kleinen Schritten aus dem weit verzweigten Überlandnetz ein Regionalbusnetz mit kurzen, im dichten Takt verkehrenden Linien. Zentraler Busbahnhof für den Regionalverkehr war der 1960 hierfür umgebaute Kesselbrink. Das Postbusnetz ging auf die Bundesbahn über und wurde privatrechtlich als Geschäftsbereich, später dann mit der Bezeichnung BVO, geführt. In den 1990er Jahren wurde der Endpunkt der Regionallinien zum Hauptbahnhof Bielefeld verlegt. Viele Linien wurden aus dem Stadtgebiet zu den Endhaltestellen der Stadtbahn zurückgezogen.
Ab 1. März 1980 konnten Stadt- und Regionalbusse im Rahmen der Verkehrsgemeinschaft Ostwestfalen-Lippe (VOW) im Stadtgebiet und im Umland zu einem einheitlichen Tarif genutzt werden.
Durch eine Kooperation zwischen moBiel und BVO entstand die erste durchgehende Stadtnetz-Umland-Linie zwischen Heepen und Werther (21). Ihr folgte im Dezember 2009 ein genereller Kooperationsvertrag, der binnen neun Jahren die komplette Übergabe der BVO-Buslinien durch moBiel vorsieht. Hiermit übernahm moBiel die Organisation und Planung der ins Bielefelder Umland verkehrenden Buslinien. Die Kooperation besteht seit Januar 2013 nach einem Ausschreibungsverfahren des Kreises Lippe nicht mehr für die Linien 350/351 in Richtung Bad Salzuflen bzw. Leopoldshöhe.

## Heutiges Angebot

### Innerstädtischer und regionaler Bahnverkehr

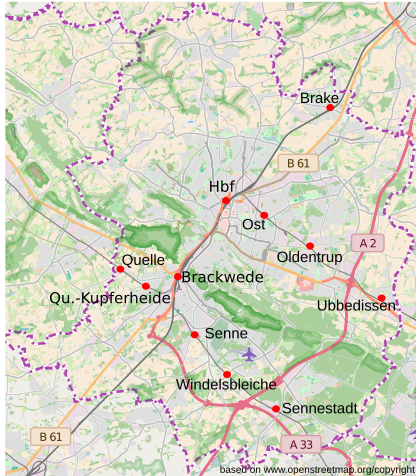
Lage der Bielefelder Bahnhöfe und Haltepunkte

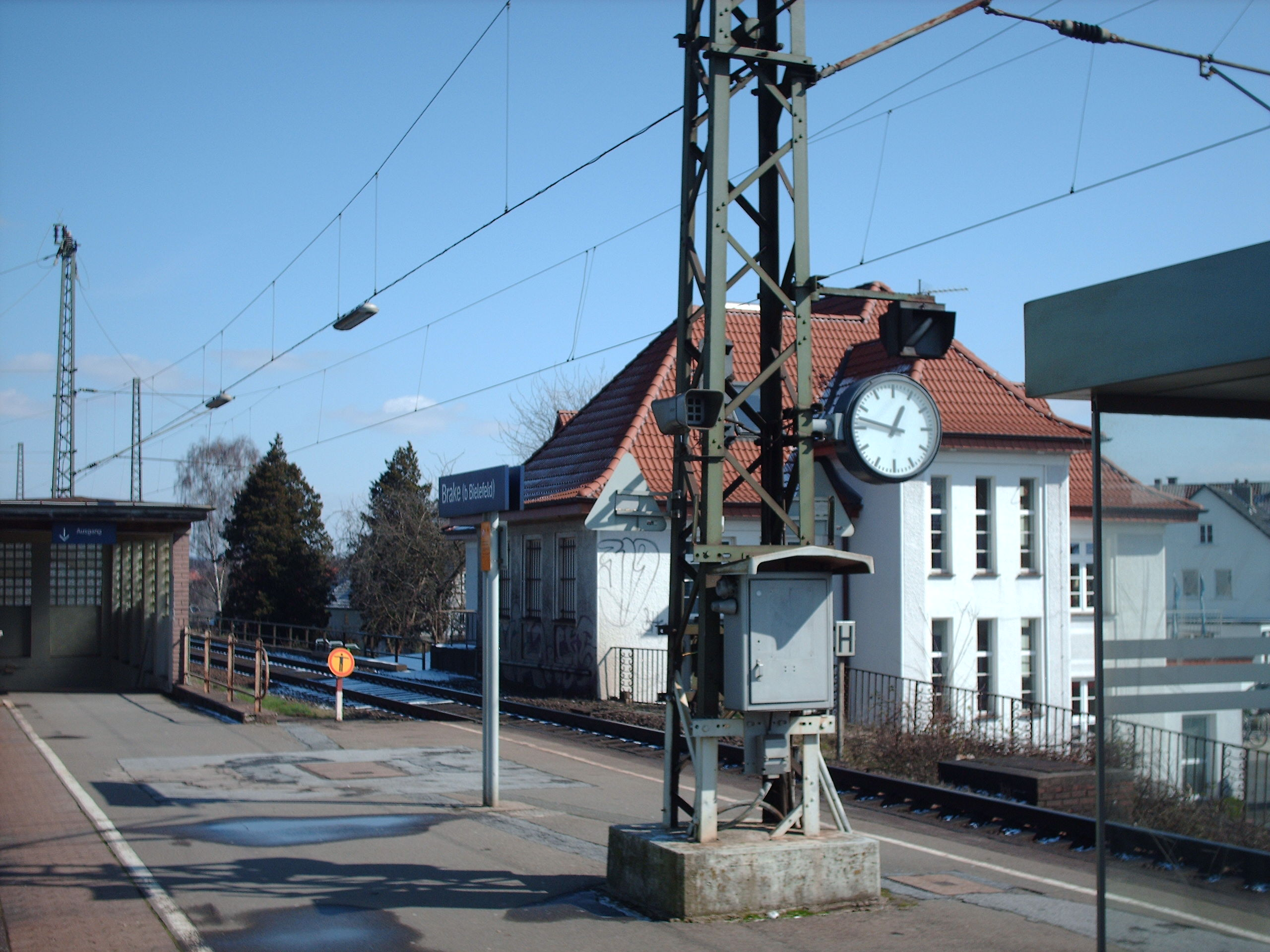
Bahnhof Brake – einer der elf Halte im Stadtgebiet

Im Stadtgebiet gibt es elf Bahnhöfe bzw. Haltepunkte. Wichtigster Verknüpfungspunkt zu den Stadtbahn- und Regionalbuslinien ist der Hauptbahnhof. Für den innerstädtischen Nahverkehr haben neben diesem ICE-Bahnhof besonders die Haltepunkte Brake, Bielefeld Ost, Sennestadt und Ubbedissen größere Bedeutung. Sieben Regionalbahnlinien bedienen das Stadtgebiet.
Ein weiterer Verknüpfungspunkt zwischen der Stadtbahnlinie 1 und den Regionalbahnen ist die Haltestelle Brackwede Bahnhof.
Bielefeld ist durch vier Bahnstrecken mit dem Umland verbunden:
- Bahnstrecke Hamm–Minden (Hauptstrecke)
  - RE 6 (RRX) Rhein-Weser-Express Köln/Bonn Flughafen – Köln – Neuss – Düsseldorf – Hamm – Rheda-Wiedenbrück – Bielefeld – Herford – Minden (National Express)
  - RE 78 Porta-Express Bielefeld – Herford – Minden – Nienburg (Eurobahn)
  - RE 70 Weser-Leine-Express Bielefeld – Herford – Minden – Hannover – Braunschweig (Westfalenbahn)
  - RB 69 Ems-Börde-Bahn Münster – Hamm – Bielefeld (Eurobahn)
  - RB 67 Der Warendorfer Münster – Warendorf – Rheda-Wiedenbrück – Bielefeld (Eurobahn)
  - RB 61 Wiehengebirgs-Bahn Bielefeld – Herford – Bünde – Osnabrück – Hengelo(NL) (Eurobahn)
  - RB 71 Ravensberger Bahn Bielefeld – Herford – Bünde – Rahden (Eurobahn)
- Bahnstrecke Paderborn–Bielefeld
  - RB 74 Senne-Bahn Bielefeld – Paderborn (NordWestBahn)
- Bahnstrecke Osnabrück–Bielefeld
  - RB 75 Haller Willem (NordWestBahn)
- Bahnstrecke Bielefeld–Lemgo
  - RB 73 Der Lipperländer Bielefeld – Lage – Lemgo (Eurobahn)
  - RE 82 Der Leineweber Bielefeld – Lage – Detmold – Altenbeken (Eurobahn)

| Bahnhof               | Linien                    | Zugang barrierefrei | Anschlusslinien                                                                                                   |
| --------------------- | ------------------------- | ------------------- | --- |
| Hauptbahnhof          | alle Linien               | ja (Aufzüge)        | Stadtbahn: 1 bis 4 Bus: 48, 59, 61, 62, 63, 64, 80.2, 83, 87, 88, 95, 350, 351, 369 sowie 52 (Schulbus-Linie) [4] |
| Brackwede             | RB 67, 69, 74, 75         | ja (Aufzüge)        | Stadtbahn: 1; Bus: 48, 80.2, 83, 87, 88, 95, N6 (kurzer Fußweg) [1] Zentrale Haltestelle der Fernbusse            |
| Brake (bei Bielefeld) | RB 61, 71 RE 70 und RE 78 | nein                | Bus: 30, 51 |
| Bielefeld Ost         | RB 73                     | ja (steile Rampe)   | Bus: 21, 22, 29, 350, 351 (kurzer Fußweg) sowie 24, 25, 26 (kurzer Fußweg) [1] und 52 (Schulbus-Linie) [4]        |
| Oldentrup             | RB 73                     | ja                  | Bus: 30, 32, 33, 131, 369 sowie 103 (Schulbus-Linie) [4]                                                          |
| Ubbedissen            | RB 73                     | ja                  | Bus: 138 sowie 103 (Schulbus-Linie) [4]                                                                           |
| Brackwede Süd [2]     |                           |                     | |
| Senne [3]             | RB 74                     | ja                  | Bus: 40, 83, 94 (kurzer Fußweg) [1]                                                                               |
| Windelsbleiche        | RB 74                     | ja                  | Bus: 40 ist zu Fuß erreichbar (ca. 8 Minuten)                                                                     |
| Sennestadt            | RB 74                     | ja                  | Bus: 46/47 sowie 37 (kurzer Fußweg) [1]                                                                           |
| Quelle-Kupferheide    | RB 75                     | ja                  | Bus: 22 und 40 (kurzer Fußweg) [1]                                                                                |
| Quelle                | RB 75                     | ja                  | Bus: 88 |

[1] Bus-/Stadtbahnhaltestelle nicht am Bahnhof und/oder andere Haltestellenbezeichnung

[2] ab 11. Dezember 2011 kein Zughalt

[3] ab 11. Dezember 2011, nicht identisch mit Haltestelle Senne der Stadtbahn Linie 1

[4] Die Buslinie fährt nur an Schultagen in unregelmäßigem Takt.
Der Haltepunkt „Brackwede Süd“ ist mittlerweile stillgelegt, allerdings wird im Zuge der S-Bahn OWL über eine Reaktivierung nachgedacht.

### Stadtbahn

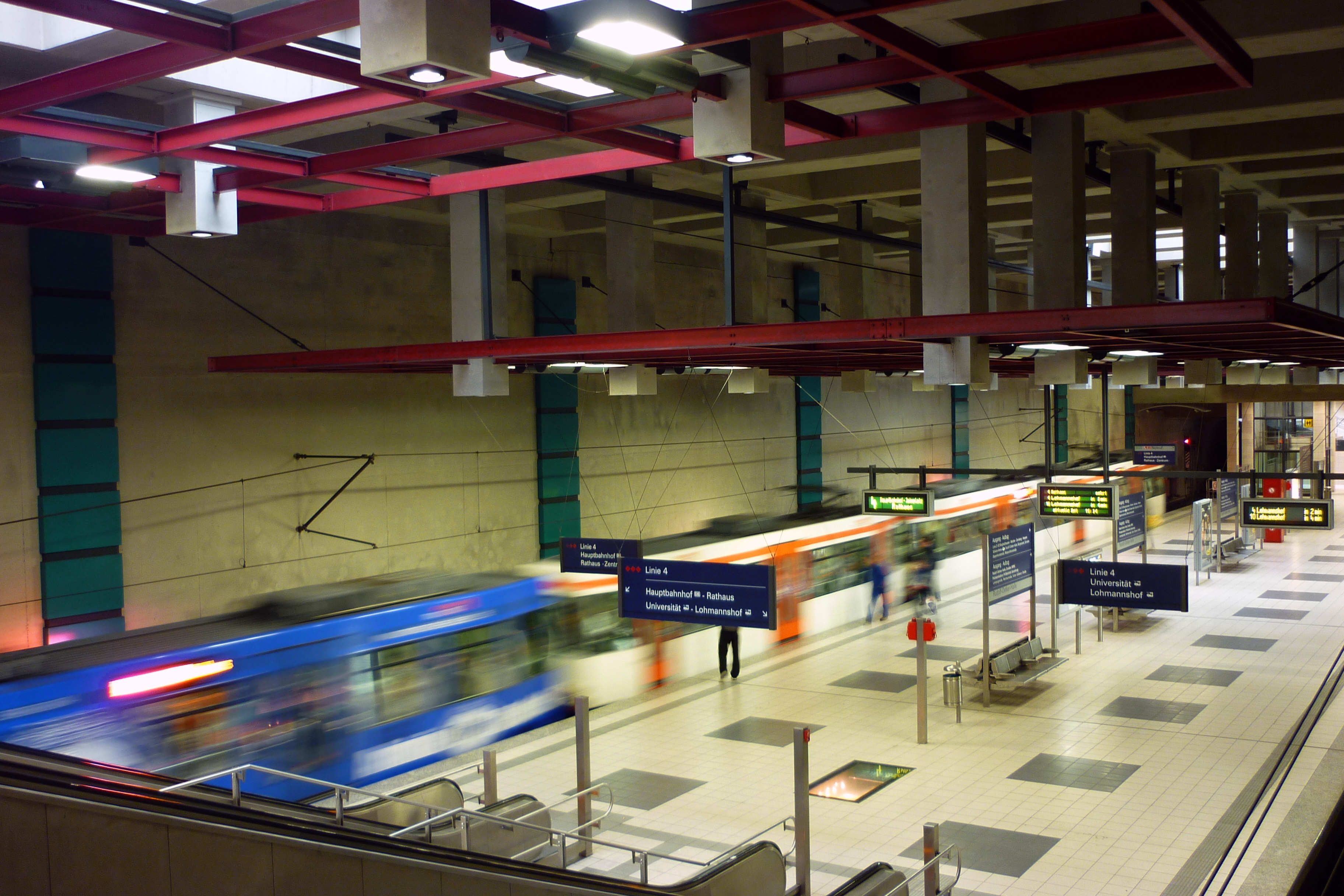
Stadtbahn-Haltestelle Rudolf-Oetker-Halle

Die Stadtbahn bedient mit ihren vier Linien 63 Haltestellen.
| 1 | Schildesche – Hauptbahnhof – Jahnplatz – Landgericht – Bethel – Brackwede – Senne                    |
| 2 | Altenhagen – Milse – Baumheide – Hauptbahnhof – Jahnplatz – Landgericht – Sieker                     |
| 3 | Babenhausen Süd – Nordpark – Hauptbahnhof – Jahnplatz – Dürkopp Tor 6                                |
| 4 | Lohmannshof – Universität – Hauptbahnhof – Jahnplatz – Krankenhaus Mitte – Sieker Mitte – Stieghorst |

### Busverkehr
Die Organisation und Planung sowie das Auskunfts- bzw. Beschwerdemanagement für den Busverkehr von moBiel und die Kooperation moBiel/BVO in Bielefeld und zu den umliegenden Orten werden seit Januar 2010 von moBiel übernommen.

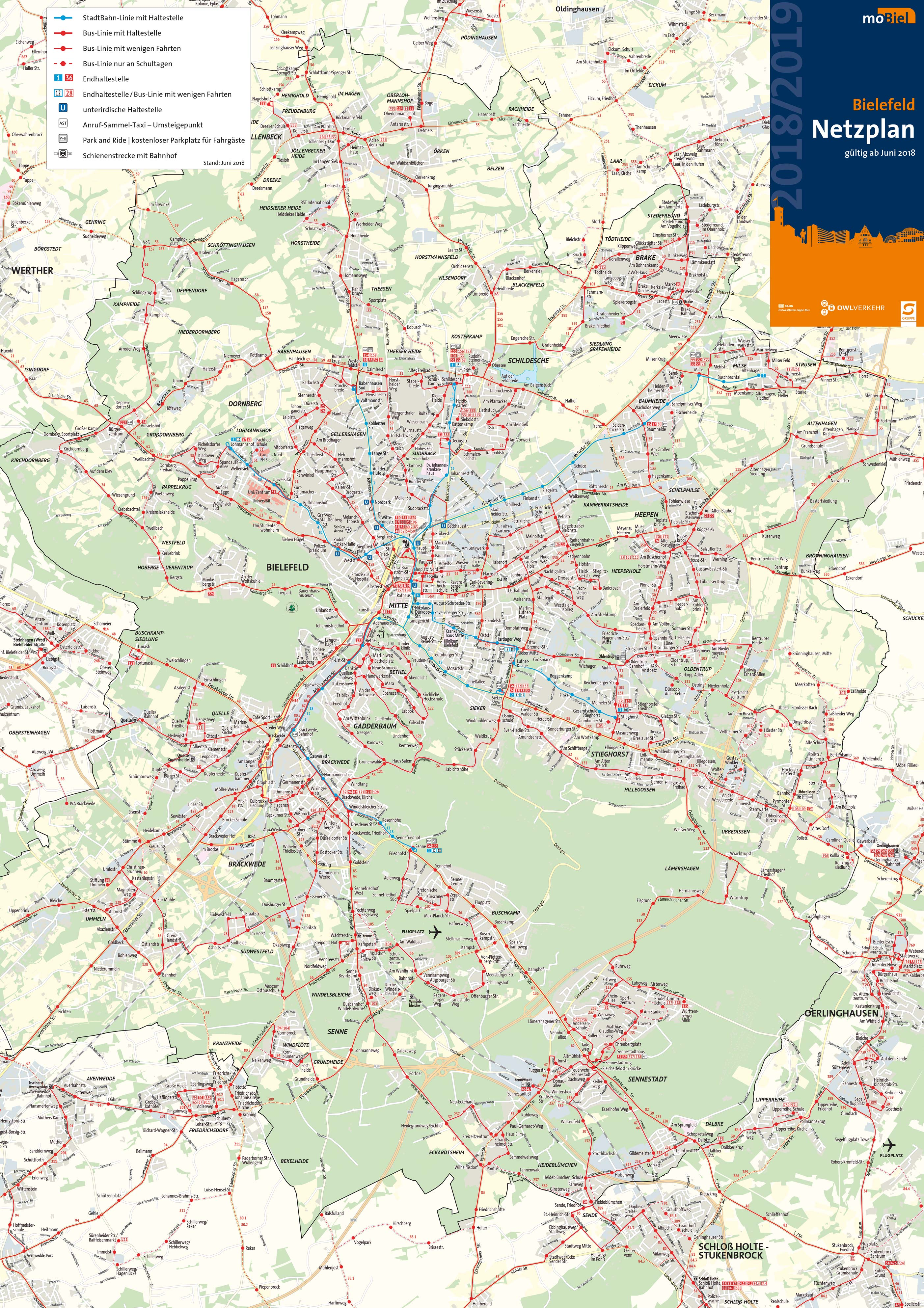
Liniennetzkarte Bielefeld

Zentraler Umsteigepunkt ist der Jahnplatz. Von hier fahren Busse in alle Richtungen. Stand: Juli 2025
Stadtlinien:
210 Heepen, Am Alten Bauhof – Hillegosser Str. – Lohbreite – Jahnplatz
220 Heepen, Am Alten Bauhof – Potsdamer Str. – Lohbreite – Jahnplatz – Quelle
230 Brackwede Gymnasium – Gadderbaum – Bethel – Jahnplatz – Seidenstickerhalle – Petristraße – Radrennbahn/Ziegelstr.
240 Dornberg, Vulsiekshof – Kirchdornberg – Tierpark – Jahnplatz – Seidenstickerhalle – Lohbreite – Sieker
250 Dürerstraße – Schneiderstraße – Jahnplatz – Seidenstickerhalle – Eckendorfer Str. – Baumheide
260 Dürerstraße – Schneiderstraße – Jahnplatz – Seidenstickerhalle – Radrennbahn/Ziegelstr. – Heepen, Alter Postweg
270 Baumheide – Schildesche – Apfelstraße – Jahnplatz – Wertherstraße – Rudolf-Oetker-Halle
290 Baderbach – Radrennbahn – Lohbreite – Jahnplatz – Bethel – Schildhof
Hauptlinien:
300 Brake – Baumheide – Heepen – Oldentrup – Stieghorst – Hillegossen – Lämershagen – Sennestadt – Heideblümchen
310 (Hochschule HSBI –) Universität – Schneiderstraße – Babenhausen Süd – Schildesche – Deciusstraße
320 Sieker – Lipper Hellweg – Hillegossen – Auf dem Busch – Oldentrup – Stieghorst (Stadtbahn)
330 Sieker – Stieghorst – Oldentrup – Heepen – Altenhagen – Milse (Stadtbahn)
340 Sieker – Lipper Hellweg – Hillegossen – Gräfinghagen – Oerlinghausen – Segelflugplatz – Stukenbrock
380 Stieghorst – Hillegossen – Ubbedissen – Oerlinghausen, Marktplatz / Oerlinghausen Bf. (Leopoldshöhe)
390 Sennestadt – Dalbke – Lipperreihe – Südstadt – Brachtshof – Oerlinghausen Bf.
400 Quelle Fortunastraße – Brackwede – Okapiweg – Windelsbleiche – Schillingshof – Senne (Stadtbahn)
410 Sieker – Brackwede Kirche – Brackwede Realschule
420 Bethel – Lindenhof – Brackwede – Südwestfeld – Ummeln
460 Sennestadt – Dalbke – Stukenbrock
470 Sennestadt – Dalbke – Schloß Holte
510 Schildesche – Brake – Grafenheide / Milse (Stadtbahn)
540 Babenhausen Süd – Theesen – Jöllenbeck – Pödinghausen – Enger
560 Babenhausen Süd – Theesen – Jöllenbeck – Lenzinghausen – Spenge
570 Lohmannshof – Dornberg – Babenhausen – Babenhausen Süd (Stadtbahn)
580 Lohmannshof – Dornberg – Schröttinghausen – Babenhausen Süd (Stadtbahn)
1540 Babenhausen Süd – Theesen – Jöllenbeck
1550 Schildesche – Vilsendorf – Jöllenbeck
Die Stadtteile in den Außenbezirken sowie die Nachbarorte werden im Anschluss an die Eisen- und Stadtbahn von Bussen bedient:
- ab Babenhausen Süd Linie 3

nach Theesen – Jöllenbeck (Linie 154) – Enger (Linie 54) bzw. Spenge (Linie 56)
- ab Schildesche Linie 1

nach Jöllenbeck über Vilsendorf (Linie 155) oder Theesen (Linie 156)
nach Herford über Vilsendorf – Brake – Stedefreund (Linie 101)
- ab Milse Linie 2

nach Herford über Elverdissen (Linie 352)
nach Bad Salzuflen – Wüsten (Linie 947)
- ab Sieker Linie 2

nach Oerlinghausen – Stukenbrock (Linie 34)
- ab Stieghorst Linie 4

nach Hillegossen – Ubbedissen – Frordissen (Linie 138) – Oerlinghausen Bahnhof/Markt (Linie 38)
- ab Senne Linie 1

nach Buschkamp – Sennestadt (Linie 135) und Lipperreihe – Oerlinghausen (Anschlussverbindung 135 → 39)
- ab Brackwede Kirche Linie 1

nach Windelsbleiche – Windflöte – Friedrichsdorf – Gütersloh (Linie 94)
nach Südwestfeld – Ummeln (Linie 144 nur Früh- und Spätverkehr)
- ab Sennestadt Bahnhof RB 74

nach Sennestadt – Dalbke – Stukenbrock / Schloss Holte (Linie 46 / 47)
Als Ergänzung verkehren Stadtteillinien:
370 Sennestadthaus – Sennestadt Bahnhof – Eckardtsheim, Pontus
440 Brackwede Kirche – IKEA – Gütersloher Str. – Cheruskerstraße – Brackwede Kirche (Rundverkehr Brackwede)
1220 Bethel – Gilead I – Kinderhospiz – Gilead IV – Mara – Bethel (Rundverkehr Bethel)
131 Stieghorst – Hillegossen – Auf dem Busch – Oldentrup – Stieghorst (Ringlinie im und gegen den Uhrzeigersinn)
1440 Brackwede Kirche – Südwestfeld – Ummeln – Brackwede Kirche (Rundverkehr)
2240 Dornberg – Twellbachtal – Hoberge, Mönkebergstr. (Anruf-Linien-Fahrt)
2360 Sieker – Rütli

### Nacht- und Frühverkehr
In Wochenendnächten (Fr/Sa, Sa/So) sowie vor Feiertagen verkehren insgesamt 15 Nachtbuslinien, die sternförmig und teilweise als Ringlinien geführt werden. Diese treffen stündlich am Jahnplatz zusammen und fahren nach fünf bis acht Minuten Wartezeit weiter an ihre Zielorte. Die Linie N 15 startet von einem Verknüpfungspunkt in Ubbedissen (Pyrmonter Straße), um von dort aus den Nachbarort Oerlinghausen zu bedienen. Zwischen 1:00 und 5:00 Uhr gilt ein besonderer Nachttarif, die normalen Fahrkarten des „Sechser“- bzw. NRW-Tarifs werden dann nicht anerkannt. Alle Busse fahren jeweils um 1:05, 2:05, 3:05 und 4:05 Uhr ab Jahnplatz.
N 10 Jahnplatz – Uni – Dornberg – Babenhausen – Schröttinghausen – Dornberg – Uni – Jahnplatz
N 20 Jahnplatz – Gellershagen – Theesen – Jöllenbeck
N 30 Jahnplatz – Europaplatz/Hbf – Schildesche – Brake – Vilsendorf – Schildesche – Europaplatz/Hbf – Jahnplatz
N 40 Jahnplatz – Heepen – Altenhagen – Milse – Baumheide – Heepen – Jahnplatz
N 50 Jahnplatz – Sieker – Stieghorst – Hillegossen – Ubbedissen, Kirche
N 60 Jahnplatz – Bethel – Brackwede – Sennestadt
N 70 Jahnplatz – Bethel – Gadderbaum – Brackwede – Windelsbleiche – Ummeln – Quelle – Jahnplatz
N 80 Jahnplatz – Hauptbahnhof – Vilsendorf – Jöllenbeck – Enger – Spenge – Jöllenbeck – Vilsendorf – Hauptbahnhof – Jahnplatz
N 90 Jahnplatz – Krankenhaus Mitte – Sieker Mitte – Oldentrup – Heepen
N 11 Jahnplatz – Ummeln – Isselhorst – Gütersloh
N 12 Jahnplatz – Herford – Hiddenhausen – Bünde
N 14 Jahnplatz – Quelle – Amshausen – Steinhagen
N 15 Ubbedissen (Pyrmonter Straße) – Asemissen (Bahnhof Oerlinghausen) – Helpup – Oerlinghausen – Lipperreihe – Dalbke – Lipperreihe – Ubbedissen
N 18 Jahnplatz – Tierpark – Dornberg – Werther
N 19 Jahnplatz – OWD/A33 – Künsebeck – Halle
Da die Tageslinien an Sonnabenden erst um etwa 6:30 Uhr, an Sonn- und Feiertagen zwischen 8:30 und 9:00 Uhr den Betrieb aufnehmen, gibt es ein besonderes Frühverkehrsnetz. Neun Nachtlinien verkehren auf teilweise verkürzten Linienwegen bis 6:35 bzw. 8:05 Uhr (sonnabends ab 5:00 Uhr 30-Minuten-Takt). Dabei ersetzt beispielsweise die Linie N 1 (Linienfarbe Blau wie die Stadtbahnlinie 1) die Stadtbahnlinie 4 (Linienfarbe Rot wie N2) mit abweichendem Linienweg.
Der Hauptbahnhof wird nur von der N 8 direkt angefahren, diese Regionallinie fährt jedoch im Frühverkehrsnetz nicht. Nach 5 Uhr an Wochenendnächten sind Bahnreisende also auf die nur in Bahnhofsnähe verkehrenden Linien N 3 (Bahnhofsviertel/Europaplatz) und N 12 (Nahariyastraße) angewiesen. Von den übrigen Nachtbuslinien ist der Hauptbahnhof zu diesen Zeiten ab Jahnplatz am besten zu Fuß zu erreichen, da das notwendige Umsteigen am Jahnplatz zusammen mit der Fahrzeit der Linie N 3 etwa 9 bis 12 Minuten dauert und damit erheblich länger als mit der Stadtbahn (ein bis zwei Minuten).
Bedient werden mit Ausnahme von Bad Salzuflen, Leopoldshöhe, Verl und Schloss Holte-Stukenbrock auch alle Nachbarorte.

### Regionaler Busverkehr
Folgende Regionale Buslinien der verschiedenen Betreiber verkehren im Raum Bielefeld:
480 Hauptbahnhof – Jahnplatz – Bethel – Brackwede – Quelle – Steinhagen – Brockhagen (Transdev)
540 Babenhausen Süd – Theesen – Jöllenbeck – Pödinghausen – Enger (Mobiel)
560 Babenhausen Süd – Theesen – Jöllenbeck – Lenzinghausen – Spenge (Mobiel)
590 Hauptbahnhof – Babenhausen Süd – Schröttinghausen – Häger – St. Annen – Melle-Neuenkirchen (Transdev)
610 Hauptbahnhof – Jahnplatz – Wellensiek Süd – Großdornberg – Werther – Ascheloh – Halle Bf. (Transdev)
620 Hauptbahnhof – Jahnplatz – Wellensiek Süd – Großdornberg – Werther – Theenhausen – Barnhausen – Borgholzhausen (Transdev)
630 Hauptbahnhof – Jahnplatz – Wellensiek Süd – Großdornberg – Werther Gesamtschule (Transdev)
640 Hauptbahnhof – Jahnplatz – Wellensiek Süd – Großdornberg – Werther Gesamtschule (Mobiel)
80.2 Hauptbahnhof – Jahnplatz – Bethel – Brackwede – Windflöte – Friedrichsdorf – Verl Bf. (Transdev)
830 Hauptbahnhof – Jahnplatz – Bethel – Brackwede – Windelsbleiche – Eckardtsheim – Sende – Schloß Holte (Transdev)
870 Hauptbahnhof – Jahnplatz – Bethel – Brackwede – Ummeln – Holtkamp – Isselhorst – Gütersloh ZOB (Mobiel / Oester-Barkey)
880 Hauptbahnhof – Jahnplatz – Bethel – Brackwede – Quelle – Steinhagen – Amshausen – Künsebeck – Halle Bf. (Transdev)
940 Brackwede – Windelsbleiche – Windflöte – Friedrichsdorf – Avenwedde – Gütersloh ZOB (Mobiel)
950 Hauptbahnhof – Jahnplatz – Bethel – Brackwede – Ummeln – Avenwedde – Isselhorst – Gütersloh ZOB (Mobiel)
101 Schildesche – Vilsendorf – Brake – Stedefreund – Laar – Herford, Alter Markt (Mobiel)
142 Jahnplatz – Quelle – Steinhagen (Mobiel)
350 Hauptbahnhof – Jahnplatz – Heepen – Brönninghausen – Nienhagen – Kusenbaum – Knetterheide – Bad Salzuflen ZOB (Go.on)
351 Hauptbahnhof – Jahnplatz – Heepen – Kusenbaum – Nienhagen – Schuckenbaum – Leopoldshöhe – Asemissen – Oerlinghausen Bf. (Go.on)
352 Milse – Strusen – Elverdissen – Herford, Alter Markt (Mobiel)
369 Hauptbahnhof – Jahnplatz – Sieker Mitte – Oldentrup – Dingerdissen – Asemissen – Oerlinghausen Bf. (Mobiel)
947 Milse – Lockhausen – Knetterheide – Bad Salzuflen – Wüsten (Stadtwerke Bad Salzuflen)
S15 (Schnellbus) Jahnplatz – Europaplatz/Hbf – Obersee – Enger – Spenge (Mobiel)
S18 (Schnellbus) Europaplatz/Hbf – Jahnplatz – OWD/A33 – Friedrichsdorf, Kröning – Verl (Go.on) ab 1. August 2025

### Tarif
In allen Stadtbahnen, Regionalzügen und Bussen (ausgenommen Nachtbusse) gilt der Westfalentarif und der NRW-Tarif. In Regionalzügen Richtung Niedersachsen findet ab Bielefeld der Niedersachsentarif Anwendung – jedoch gelten Niedersachsen-Tickets (Tageskarten) erst ab Herford.
In den Nachtbuslinien gilt zwischen 1:00 und 5:00 Uhr ein besonderer Tarif; Tagesfahrkarten (Westfalen-, NRW-, Niedersachsentarif) werden nicht anerkannt. Eine Ausnahme stellt lediglich das Semesterticket Bielefeld im Stadtgebiet Bielefeld dar; außerdem gibt es im Stadtgebiet Bielefeld einen Preisnachlass für Zeitkarteninhaber (ausschließlich „Preisstufe 1 BI“).